# Barejulat
Barejulat is een bestuurslaag in het regentschap Centraal-Lombok van de provincie West-Nusa Tenggara, Indonesië. Barejulat telt 6344 inwoners (volkstelling 2010).